# Аура Ґаррідо
Аура Гаррідо (ісп. Aura Garrido; рід. 29 травня 1989, Мадрид) — іспанська актриса, відома по фільму «Плани на завтра» 2010 року і серіалу «Ангел або демон» 2011 року.

## Біографія
Інтерес до мистецтва перейшов від її родини. Її батько Томас Гаррідо, композитор і диригент, бабуся по материнській лінії і тітка були оперними співаками, і дядько також оперний співак. З чотирьох років Аура почала навчатися гри на фортепіано, а в п'ять балету. У вільний час вивчає антропологію в Національному університеті дистанційної освіти.

## Телебачення
- 2015 — «Міністерство часу»

## Нагороди і номінації (4 і 2)
2010 рік
- Номінація на премію «Гойя» в категорії «Найкращий жіночий акторський дебют» (фільм «Плани на завтра», 2010).
- «Срібна біснага» за найкращу жіночу роль другого плану у Фестивалі іспанського кіно в Малазі 2010 року для «Плани на завтра».
- Приз за найкращу жіночу роль (спільно з Карму Еліас, Гойя Толедо і Ана Лабордета) навесні 2010 фільм Лорка[3]
- FICA премію за найкращу жіночу роль у 2010 році для «Плани на завтра».
- San Pancrazio премію за найкращу жіночу роль у 2010 році в іспанському кінофестивалі Solidario Касерес 2011 для «Плани на завтра».

2011 рік
- Номінація на Must! Awards 2011 Нагороди за найкращу жіночу роль на «Плани на завтра», «Крематорій» та «Ангел або Демон».[4]
- Номінація на премію Союзу акторів 2011 року за найкращу жіночу роль на «Плани на завтра».